# Helga Molander

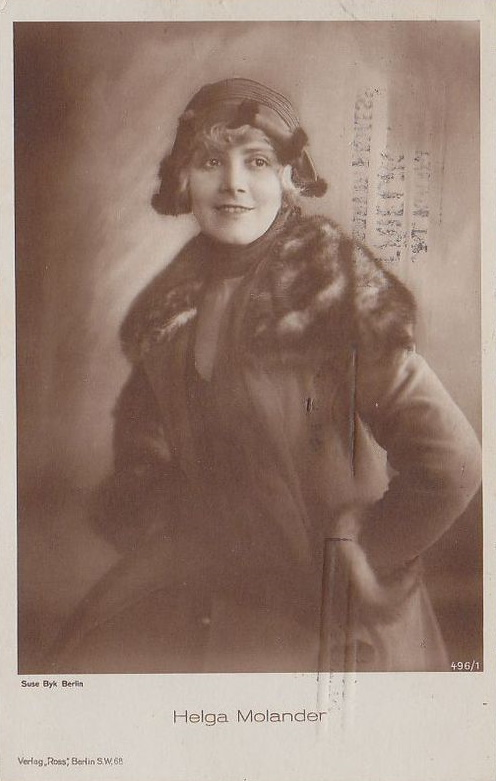

Helga Molander (* 19. März 1893 in Königshütte; † 27. Juli 1985 in Esher; gebürtig Ruth Werner, verheiratete Ruth Werner-Eysenck) war eine deutsche Schauspielerin.

## Leben
Sie begann ihre künstlerische Laufbahn 1918 am Trianon-Theater in Berlin. Während der zwanziger Jahre war sie in verschiedenen Stummfilmen zu sehen. Sie erhielt Hauptrollen in Produktionen des Berliner Filmproduzenten Max Glass, der in Filmen wie Der Mann mit der eisernen Maske und Bob und Mary zugleich Regie führte. Noch vor Beginn des Tonfilmzeitalters geriet die jüdische Schauspielerin jedoch in Vergessenheit.
Im Exil in Frankreich traf sie vermutlich wieder auf Glass und folgte ihm nach Brasilien und in die USA. 1957 heiratete sie Max Glass, der sich zuvor von seiner Frau scheiden ließ. Helga Molander ist die Mutter des Psychologen Hans Jürgen Eysenck.

## Filmografie
- 1918: Verlorene Töchter
- 1918: Im Zeichen der Schuld
- 1918: Ein Lied von Haß und Liebe
- 1918: Das Dreimäderlhaus (als Ruth Werner)
- 1919: Anders als die Andern
- 1919: Verrat und Sühne
- 1919: Die Rache ist mein
- 1919: Der Weg der Grete Lessen (Kurzfilm)
- 1919: Der Todbringer
- 1919: Das Lied des Narren
- 1919: Cagliostros Totenhand
- 1920: Die Spieler
- 1920: Der ewige Mönch im Banne der Musik
- 1920: Ein Abenteuer
- 1920: Die Einsame Insel
- 1920: Weltbrand
- 1920: Feindliches Blut
- 1920: Der Ruf aus dem Jenseits
- 1921: Opfer der Liebe
- 1921: Sappho
- 1921: Der Schrecken der roten Mühle
- 1921: Amor am Steuer
- 1921: Flachsmann als Erzieher
- 1921; Die Rattenmühle
- 1922: Die sündige Vestalin
- 1922: Die Asphaltrose
- 1922: Der alte Gospodar
- 1923: Der Mann mit der eisernen Maske
- 1923: Bob und Mary
- 1925: Die drei Portiermädel
- 1925: Der Mann, der sich verkauft
- 1925: Wenn Du eine Tante hast
- 1926: Der Mann ohne Schlaf
- 1926: Die drei Mannequins
- 1927: Die Tragödie eines Verlorenen
- 1927/28: Königin Luise (2 Teile)
- 1928: Die Sache mit Schorrsiegel